# Jimmu
Cesarz Jimmu (jap. 神武天皇 Jinmu tennō) – legendarny pierwszy cesarz Japonii (panował w latach 660–585 p.n.e.), według mitologii japońskiej kontynuator misji Ninigiego, który wyruszył na ziemię, aby podbić Archipelag Japoński. 
Z pomocą babki swego pradziadka Ninigiego – bogini słońca Amaterasu (Ama-terasu-ō-mikami) – która nakazała, aby zesłano mu magiczny miecz oraz przewodnika Yatagarasu w postaci kruka o trzech nogach, wypełnił zadanie zdobywając nowe ziemie. Pośmiertnie nadano mu imię Jimmu.

## Etymologia imienia
Profesor japonistyki Wiesław Kotański w swojej książce Japońskie opowieści o bogach starał się wytłumaczyć imiona, które zostały nadane pierwszemu cesarzowi Japonii. W mitologii japońskiej możemy poznać trzy imiona, którymi został obdarzony podczas swoich narodzin potomek bogini słońca: „Dostojny, Któremu Przepadła Młodość” (jap. 若御毛沼命 Wakamikenu no Mikoto), „Dostojny, Któremu Przepadły Bogactwa” (jap. 豐御毛沼命 Toyomikenu no Mikoto) oraz „Syn Słońca, Który Opuścił Siedzibę Odgadując Bierność Duchów” (jap. 神日本磐余彦天皇 Kamuyamatoiwarehiko no Mikoto) mające odnosić się do młodości oraz bogactw, jakie utracił on podczas podboju archipelagu. W sprawie bogactw często tłumacze odnoszą się do życia trzech jego braci, którzy poświęcili się podczas wyprawy, aby ta zakończyła się sukcesem.
W Nihongi ostatnie z imion jest przytaczane w postaci „Dostojny Doglądający Wyhodowania Kłosów na Wszystkiej Ziemi” (Kamuyamatoiwarehiko-hohodemi no Mikoto), mającej sugerować, iż rodzice pokładali w synu nadzieję, że to on przejmie po nich obowiązki i będzie obdarzał ziemię życiodajnym ryżem, tak jak to czynili w tym samym miejscu jego rodzice, dziadkowie i pradziadkowie. Interpretacja tego imienia jest jednak kwestią sporną, znajdują się również zwolennicy tłumaczeń takich jak „Boski Młodzian z Iwate w Yamato” czy też „Boski Młodzian, Którego Urzekło Yamato”. Wersje te wedle Kotańskiego są jednak mniej prawdopodobne, gdyż podczas nadawania tego imienia nie znano jeszcze Yamato, lecz odkrył je dopiero Jimmu podczas swojej wyprawy.
Imię Jimmu (Jinmu), pod którym jest on najbardziej znany, otrzymał pośmiertnie (okurina lub shigō → imię, tytuł nadawany pośmiertnie, odnoszący się do czynów dokonanych przez zmarłego) i jest tłumaczone jako „Boski Wojownik”. Zostało mu nadane, jak i jego następcy, przez cesarza Kammu, a jego autorstwo przypisuje się uczonemu i poecie, Ōmi no Mifune (722—785).

## Pochodzenie
Jimmu narodził się jako jeden z czwórki synów Ugayafukiaezu oraz Tamayori-bime, pozostali trzej synowie to: Inai, Mikenu oraz Itsuse. Pierwszy cesarz Japonii był prawnukiem Ninigiego, będącego wnukiem Amaterasu, którzy zadecydowali o podboju ziem Archipelagu Japońskiego. Pozycja cesarza w Japonii była związana z jego pochodzeniem, gdyż oprócz rodu cesarskiego żaden inny ród nie pochodził od Amaterasu, co wskazywało na jego wyjątkowość i predyspozycję do władania ludem.

### Drzewo genealogiczne
|       |       |       |       |               |               |               |               |               |               |             |             |           |           |         |         |          |          |          |          |               |               |               |               |               |               |               |               |               |               |               |               |              |              | Izanagi | Izanagi | Izanagi    | Izanagi    | Izanagi          | Izanagi          |                  |                  |                  |                  |                |                | Izanami     | Izanami     | Izanami    | Izanami    | Izanami    | Izanami    |                 |                 |                 |                 |                 |                 |             |             |            |            |            |            |              |              |              |              |              |              |            |            |  |  |
|       |       |       |       |               |               |               |               |               |               |             |             |           |           |         |         |          |          |          |          |               |               |               |               |               |               |               |               |               |               |               |               |              |              | Izanagi | Izanagi | Izanagi    | Izanagi    | Izanagi          | Izanagi          |                  |                  |                  |                  |                |                | Izanami     | Izanami     | Izanami    | Izanami    | Izanami    | Izanami    |                 |                 |                 |                 |                 |                 |             |             |            |            |            |            |              |              |              |              |              |              |            |            |  |  |
|       |       |       |       |               |               |               |               |               |               |             |             |           |           |         |         |          |          |          |          |               |               |               |               |               |               |               |               |               |               |               |               |              |              |         |         |            |            |                  |                  |                  |                  |                  |                  |                |                |             |             |            |            |            |            |                 |                 |                 |                 |                 |                 |             |             |            |            |            |            |              |              |              |              |              |              |            |            |  |  |
|       |       |       |       |               |               |               |               |               |               |             |             |           |           |         |         |          |          |          |          |               |               |               |               |               |               |               |               |               |               |               |               |              |              |         |         |            |            |                  |                  |                  |                  |                  |                  |                |                |             |             |            |            |            |            |                 |                 |                 |                 |                 |                 |             |             |            |            |            |            |              |              |              |              |              |              |            |            |  |  |
|       |       |       |       |               |               |               |               |               |               |             |             |           |           |         |         |          |          |          |          |               |               |               |               |               |               |               |               | Inni bogowie  | Inni bogowie  | Inni bogowie  | Inni bogowie  | Inni bogowie | Inni bogowie |         |         | Amaterasu  | Amaterasu  | Amaterasu        | Amaterasu        | Amaterasu        | Amaterasu        |                  |                  | Tsukuyomi      | Tsukuyomi      | Tsukuyomi   | Tsukuyomi   | Tsukuyomi  | Tsukuyomi  |            |            |                 |                 |                 |                 | Susanoo         | Susanoo         | Susanoo     | Susanoo     | Susanoo    | Susanoo    |            |            |              |              |              |              |              |              |            |            |  |  |
|       |       |       |       |               |               |               |               |               |               |             |             |           |           |         |         |          |          |          |          |               |               |               |               |               |               |               |               | Inni bogowie  | Inni bogowie  | Inni bogowie  | Inni bogowie  | Inni bogowie | Inni bogowie |         |         | Amaterasu  | Amaterasu  | Amaterasu        | Amaterasu        | Amaterasu        | Amaterasu        |                  |                  | Tsukuyomi      | Tsukuyomi      | Tsukuyomi   | Tsukuyomi   | Tsukuyomi  | Tsukuyomi  |            |            |                 |                 |                 |                 | Susanoo         | Susanoo         | Susanoo     | Susanoo     | Susanoo    | Susanoo    |            |            |              |              |              |              |              |              |            |            |  |  |
|       |       |       |       |               |               |               |               |               |               |             |             |           |           |         |         |          |          |          |          | Takamimusubi  |               |               |               |               |               |               |               |               |               |               |               |              |              |         |         |            |            |                  |                  |                  |                  |                  |                  |                |                |             |             |            |            |            |            |                 |                 |                 |                 |                 |                 |             |             |            |            |            |            |              |              |              |              |              |              |            |            |  |  |
|       |       |       |       |               |               |               |               |               |               |             |             |           |           |         |         |          |          |          |          |               |               |               |               |               |               |               |               |               |               |               |               |              |              |         |         |            |            |                  |                  |                  |                  |                  |                  |                |                |             |             |            |            |            |            |                 |                 |                 |                 |                 |                 |             |             |            |            |            |            |              |              |              |              |              |              |            |            |  |  |
|       |       |       |       |               |               |               |               |               |               |             |             |           |           |         |         |          |          |          |          | Toyoakitsushi | Toyoakitsushi | Toyoakitsushi | Toyoakitsushi | Toyoakitsushi | Toyoakitsushi |               |               |               |               |               |               |              |              |         |         | Oshihomimi | Oshihomimi | Oshihomimi       | Oshihomimi       | Oshihomimi       | Oshihomimi       |                  |                  |                |                | Ōyamatsumi  | Ōyamatsumi  | Ōyamatsumi | Ōyamatsumi | Ōyamatsumi | Ōyamatsumi |                 |                 |                 |                 |                 |                 |             |             |            |            |            |            |              |              |              |              |              |              |            |            |  |  |
|       |       |       |       |               |               |               |               |               |               |             |             |           |           |         |         |          |          |          |          | Toyoakitsushi | Toyoakitsushi | Toyoakitsushi | Toyoakitsushi | Toyoakitsushi | Toyoakitsushi |               |               |               |               |               |               |              |              |         |         | Oshihomimi | Oshihomimi | Oshihomimi       | Oshihomimi       | Oshihomimi       | Oshihomimi       |                  |                  |                |                | Ōyamatsumi  | Ōyamatsumi  | Ōyamatsumi | Ōyamatsumi | Ōyamatsumi | Ōyamatsumi |                 |                 |                 |                 |                 |                 |             |             |            |            |            |            |              |              |              |              |              |              |            |            |  |  |
|       |       |       |       |               |               |               |               |               |               |             |             |           |           |         |         |          |          |          |          |               |               |               |               |               |               |               |               |               |               |               |               |              |              |         |         |            |            |                  |                  |                  |                  |                  |                  |                |                |             |             |            |            |            |            |                 |                 |                 |                 |                 |                 |             |             |            |            |            |            |              |              |              |              |              |              |            |            |  |  |
|       |       |       |       |               |               |               |               | Watatsumi     | Watatsumi     | Watatsumi   | Watatsumi   | Watatsumi | Watatsumi |         |         |          |          |          |          |               |               |               |               |               |               |               |               | Ninigi        | Ninigi        | Ninigi        | Ninigi        | Ninigi       | Ninigi       |         |         |            |            |                  |                  | Konohanasakuya   | Konohanasakuya   | Konohanasakuya   | Konohanasakuya   | Konohanasakuya | Konohanasakuya |             |             |            |            |            |            | Tenazduchi      | Tenazduchi      | Tenazduchi      | Tenazduchi      | Tenazduchi      | Tenazduchi      |             |             |            |            |            |            | Ashinadzuchi | Ashinadzuchi | Ashinadzuchi | Ashinadzuchi | Ashinadzuchi | Ashinadzuchi |            |            |  |  |
|       |       |       |       |               |               |               |               | Watatsumi     | Watatsumi     | Watatsumi   | Watatsumi   | Watatsumi | Watatsumi |         |         |          |          |          |          |               |               |               |               |               |               |               |               | Ninigi        | Ninigi        | Ninigi        | Ninigi        | Ninigi       | Ninigi       |         |         |            |            |                  |                  | Konohanasakuya   | Konohanasakuya   | Konohanasakuya   | Konohanasakuya   | Konohanasakuya | Konohanasakuya |             |             |            |            |            |            | Tenazduchi      | Tenazduchi      | Tenazduchi      | Tenazduchi      | Tenazduchi      | Tenazduchi      |             |             |            |            |            |            | Ashinadzuchi | Ashinadzuchi | Ashinadzuchi | Ashinadzuchi | Ashinadzuchi | Ashinadzuchi |            |            |  |  |
|       |       |       |       |               |               |               |               |               |               |             |             |           |           |         |         |          |          |          |          |               |               |               |               |               |               |               |               |               |               |               |               |              |              |         |         |            |            |                  |                  |                  |                  |                  |                  |                |                |             |             |            |            |            |            |                 |                 |                 |                 |                 |                 |             |             |            |            |            |            |              |              |              |              |              |              |            |            |  |  |
|       |       |       |       |               |               |               |               |               |               |             |             |           |           |         |         |          |          |          |          |               |               |               |               |               |               |               |               |               |               |               |               |              |              |         |         |            |            |                  |                  |                  |                  |                  |                  |                |                |             |             |            |            |            |            |                 |                 |                 |                 |                 |                 |             |             |            |            |            |            |              |              |              |              |              |              |            |            |  |  |
|       |       |       |       |               |               |               |               |               |               |             |             |           |           | Otohime | Otohime | Otohime  | Otohime  | Otohime  | Otohime  |               |               |               |               |               |               | Hoori         | Hoori         | Hoori         | Hoori         | Hoori         | Hoori         |              |              | Hoderi  | Hoderi  | Hoderi     | Hoderi     | Hoderi           | Hoderi           |                  |                  | Hosuseri         | Hosuseri         | Hosuseri       | Hosuseri       | Hosuseri    | Hosuseri    |            |            |            |            |                 |                 |                 |                 |                 |                 | Kushiinada  | Kushiinada  | Kushiinada | Kushiinada | Kushiinada | Kushiinada |              |              |              |              |              |              |            |            |  |  |
|       |       |       |       |               |               |               |               |               |               |             |             |           |           | Otohime | Otohime | Otohime  | Otohime  | Otohime  | Otohime  |               |               |               |               |               |               | Hoori         | Hoori         | Hoori         | Hoori         | Hoori         | Hoori         |              |              | Hoderi  | Hoderi  | Hoderi     | Hoderi     | Hoderi           | Hoderi           |                  |                  | Hosuseri         | Hosuseri         | Hosuseri       | Hosuseri       | Hosuseri    | Hosuseri    |            |            |            |            |                 |                 |                 |                 |                 |                 | Kushiinada  | Kushiinada  | Kushiinada | Kushiinada | Kushiinada | Kushiinada |              |              |              |              |              |              |            |            |  |  |
|       |       |       |       |               |               |               |               |               |               |             |             |           |           |         |         |          |          |          |          |               |               |               |               |               |               |               |               |               |               |               |               |              |              |         |         |            |            |                  |                  |                  |                  |                  |                  |                |                |             |             |            |            |            |            |                 |                 |                 |                 |                 |                 |             |             |            |            |            |            |              |              |              |              |              |              |            |            |  |  |
|       |       |       |       | Tamayori-bime | Tamayori-bime | Tamayori-bime | Tamayori-bime | Tamayori-bime | Tamayori-bime |             |             |           |           |         |         |          |          |          |          | Ugayafukiaezu | Ugayafukiaezu | Ugayafukiaezu | Ugayafukiaezu | Ugayafukiaezu | Ugayafukiaezu |               |               |               |               |               |               |              |              |         |         |            |            |                  |                  |                  |                  | Suseri-bime      | Suseri-bime      | Suseri-bime    | Suseri-bime    | Suseri-bime | Suseri-bime |            |            |            |            |                 |                 |                 |                 |                 |                 |             |             |            |            |            |            |              |              | Ōkuninushi   | Ōkuninushi   | Ōkuninushi   | Ōkuninushi   | Ōkuninushi | Ōkuninushi |  |  |
|       |       |       |       | Tamayori-bime | Tamayori-bime | Tamayori-bime | Tamayori-bime | Tamayori-bime | Tamayori-bime |             |             |           |           |         |         |          |          |          |          | Ugayafukiaezu | Ugayafukiaezu | Ugayafukiaezu | Ugayafukiaezu | Ugayafukiaezu | Ugayafukiaezu |               |               |               |               |               |               |              |              |         |         |            |            |                  |                  |                  |                  | Suseri-bime      | Suseri-bime      | Suseri-bime    | Suseri-bime    | Suseri-bime | Suseri-bime |            |            |            |            |                 |                 |                 |                 |                 |                 |             |             |            |            |            |            |              |              | Ōkuninushi   | Ōkuninushi   | Ōkuninushi   | Ōkuninushi   | Ōkuninushi | Ōkuninushi |  |  |
|       |       |       |       |               |               |               |               |               |               |             |             |           |           |         |         |          |          |          |          |               |               |               |               |               |               |               |               |               |               |               |               |              |              |         |         |            |            |                  |                  |                  |                  |                  |                  |                |                |             |             |            |            |            |            |                 |                 |                 |                 |                 |                 |             |             |            |            |            |            |              |              |              |              |              |              |            |            |  |  |
|       |       |       |       |               |               |               |               |               |               |             |             |           |           |         |         |          |          |          |          |               |               |               |               |               |               |               |               |               |               |               |               |              |              |         |         |            |            |                  |                  |                  |                  |                  |                  |                |                |             |             |            |            |            |            |                 |                 |                 |                 |                 |                 |             |             |            |            |            |            |              |              |              |              |              |              |            |            |  |  |
| Inahi | Inahi | Inahi | Inahi | Inahi         | Inahi         |               |               | Mikenu        | Mikenu        | Mikenu      | Mikenu      | Mikenu    | Mikenu    |         |         | Itsuse   | Itsuse   | Itsuse   | Itsuse   | Itsuse        | Itsuse        |               |               | Airahime      | Airahime      | Airahime      | Airahime      | Airahime      | Airahime      |               |               |              |              |         |         | Jimmu      | Jimmu      | Jimmu            | Jimmu            | Jimmu            | Jimmu            |                  |                  |                |                |             |             |            |            |            |            | Himetataraisuzu | Himetataraisuzu | Himetataraisuzu | Himetataraisuzu | Himetataraisuzu | Himetataraisuzu |             |             |            |            |            |            |              |              |              |              |              |              |            |            |  |  |
| Inahi | Inahi | Inahi | Inahi | Inahi         | Inahi         |               |               | Mikenu        | Mikenu        | Mikenu      | Mikenu      | Mikenu    | Mikenu    |         |         | Itsuse   | Itsuse   | Itsuse   | Itsuse   | Itsuse        | Itsuse        |               |               | Airahime      | Airahime      | Airahime      | Airahime      | Airahime      | Airahime      |               |               |              |              |         |         | Jimmu      | Jimmu      | Jimmu            | Jimmu            | Jimmu            | Jimmu            |                  |                  |                |                |             |             |            |            |            |            | Himetataraisuzu | Himetataraisuzu | Himetataraisuzu | Himetataraisuzu | Himetataraisuzu | Himetataraisuzu |             |             |            |            |            |            |              |              |              |              |              |              |            |            |  |  |
|       |       |       |       |               |               |               |               |               |               |             |             |           |           |         |         |          |          |          |          |               |               |               |               |               |               |               |               |               |               |               |               |              |              |         |         |            |            |                  |                  |                  |                  |                  |                  |                |                |             |             |            |            |            |            |                 |                 |                 |                 |                 |                 |             |             |            |            |            |            |              |              |              |              |              |              |            |            |  |  |
|       |       |       |       |               |               |               |               |               |               |             |             |           |           |         |         |          |          |          |          |               |               |               |               |               |               |               |               |               |               |               |               |              |              |         |         |            |            |                  |                  |                  |                  |                  |                  |                |                |             |             |            |            |            |            |                 |                 |                 |                 |                 |                 |             |             |            |            |            |            |              |              |              |              |              |              |            |            |  |  |
|       |       |       |       |               |               | Tagishimimi   | Tagishimimi   | Tagishimimi   | Tagishimimi   | Tagishimimi | Tagishimimi |           |           |         |         | Kasumimi | Kasumimi | Kasumimi | Kasumimi | Kasumimi      | Kasumimi      |               |               |               |               | Kawamata-bime | Kawamata-bime | Kawamata-bime | Kawamata-bime | Kawamata-bime | Kawamata-bime |              |              |         |         |            |            | Kamununakawamimi | Kamununakawamimi | Kamununakawamimi | Kamununakawamimi | Kamununakawamimi | Kamununakawamimi |                |                | Hikoyai     | Hikoyai     | Hikoyai    | Hikoyai    | Hikoyai    | Hikoyai    |                 |                 | Kamuyaimimi     | Kamuyaimimi     | Kamuyaimimi     | Kamuyaimimi     | Kamuyaimimi | Kamuyaimimi |            |            |            |            |              |              |              |              |              |              |            |            |  |  |
|       |       |       |       |               |               | Tagishimimi   | Tagishimimi   | Tagishimimi   | Tagishimimi   | Tagishimimi | Tagishimimi |           |           |         |         | Kasumimi | Kasumimi | Kasumimi | Kasumimi | Kasumimi      | Kasumimi      |               |               |               |               | Kawamata-bime | Kawamata-bime | Kawamata-bime | Kawamata-bime | Kawamata-bime | Kawamata-bime |              |              |         |         |            |            | Kamununakawamimi | Kamununakawamimi | Kamununakawamimi | Kamununakawamimi | Kamununakawamimi | Kamununakawamimi |                |                | Hikoyai     | Hikoyai     | Hikoyai    | Hikoyai    | Hikoyai    | Hikoyai    |                 |                 | Kamuyaimimi     | Kamuyaimimi     | Kamuyaimimi     | Kamuyaimimi     | Kamuyaimimi | Kamuyaimimi |            |            |            |            |              |              |              |              |              |              |            |            |  |  |

## Kontynuator misji Ninigiego

### Początek wyprawy
Według Kojiki, Jimmu wyruszył razem ze swoim bratem Itsuse (Niezwykły Towarzysz) z Takachiho na dalszy podbój Archipelagu Japońskiego. Potomkowie Ninigiego za pierwszy punkt obrali miejscowość Usa, gdzie zostali gościnnie przyjęci przez gospodarzy: Młodziana, Który Powodzenie Pana Zapoczątkował (Usatsuhiko)) oraz Dziewoję, Która Powodzenie Pana Zapoczątkowała (Usatsuhime), a następnie wyruszyli w dalszą podróż drogą morską. W cieśninie Hayasui spotkali bóstwo ziemskie, które płynęło na plecach żółwia i wymachiwało do nich rękoma jak ptak skrzydłami, trzymając w jednej ręce wędkę. Gdy ofiarowało się, aby być ich przewodnikiem, zostało wciągnięte na pokład. Nowemu towarzyszowi nadano imię Młodziana, Który Zapoczątkował Naprzykrzanie się o Urzędniczy Strój (Saonetsuhiko), gdyż podczas podróży tak długo naprzykrzał się Jimmu, aż ten zdecydował się nadać mu urzędniczą funkcję zarządcy prowincji Yamato.
Przyszły cesarz Japonii podczas swojej podróży napotkał wiele innych bóstw. Część z nich przyłączyła się do wysłanników Amaterasu i wyruszyła z pomocą, jednak na drodze boskiego potomka stanęły też bóstwa, które nie chciały się poddać i walczyły z nim. Szczególnie zaciętą bitwę stoczyły wojska wnuka Ninigiego z Doświadczonym Mężem, Który Postradał Łowiska (Tominonagasunehiko), znanym również jako Mąż Zwany Łowczym (Tomibiko). W potyczce ciężko raniony w ramię przez wroga został brat Jimmu – Dostojny, Który Bohatersko Zginął (Itsuse) – od początku towarzyszący mu w podróży. 
Wtedy jeden z braci zdał sobie sprawę, iż bitwa nie idzie po ich myśli, gdyż walczą pod słońce i Amaterasu nie może im sprzyjać. Powiedział o tym bratu, który nakazał żołnierzom obejść wroga, aby słońce znalazło się za ich plecami. Wojownicy wycofali się jednak z pola bitwy i nie stanęli ponownie do walki z przeciwnikiem. Wycofując się w kierunku południowym, zatrzymali się nad zatoką morską, gdzie ranny brat przyszłego cesarza obmył rany, stąd pochodzić ma nazwa tego odcinka morza: Chinu, co tłumaczy się jako Kałuża Krwi. Osłabiony utratą krwi i zmęczony marszem Itsuse, czując, iż umiera, wyraził swoją wściekłość, że umiera z rąk takiego łotra, i wyzionął ducha. W związku z jego postawą nadano ujściu rzecznemu nazwę O, co oznacza „mąż, męski”. Bohaterski Itsuse zmarł w wyniku odniesionych obrażeń, a jego ciało zostało złożone w okręgu Ki w Kamayamie.
Zgoła inną wersję przedstawia młodsza z ksiąg – Nihongi, według której cesarz w wieku 45 lat zwołał naradę rodzinną i przypomniał o rozpoczęciu przez protoplastę rodu misji zaprowadzenia ładu i porządku na archipelagu. W 667 r. p.n.e. z południowej części Kiusiu wyruszyły statki wojenne, które w cieśninie Bungo napotkały łódź bóstwa ziemskiego Utsuhiko, które zgodziło się zostać ich przewodnikiem. Z jego pomocą dotarli do Usa, gdzie, tak jak i w starszej księdze było powiedziane, zostali przyjęci gościnnie.
Armia ruszyła lądem (Honsiu) dopiero w pobliżu Aki (ob. prefektura Hiroszima) i dotarła do prowincji Kibi (ob. prefektura Okayama). Tam Jimmu wybudował pałac Takashima, w którym przebywał przez trzy lata, gromadząc zapasy na dalszą podróż morską. Po tym czasie okręty wyruszyły w dalszą drogę i dotarły do okolic dzisiejszej Osaki w rejonie Yamato. Armia zeszła na ląd i wyruszyła do Tatsuty. Musieli wkrótce jednak się wycofać, gdyż droga przez góry była zbyt wąska i niebezpieczna. Najpierw napotkali opór ze strony Tominonagasunehiko, lokalnego władcy, z którym stoczyli bitwę pod wzgórzem Kusaka. Oddziały Jimmu przegrywały z powodu walki pod słońce, a w końcu musiały się wycofać z pola bitwy. Itsuse został zraniony strzałą i zmarł w czasie odwrotu, a jego ciało pochowano na górze Kama.

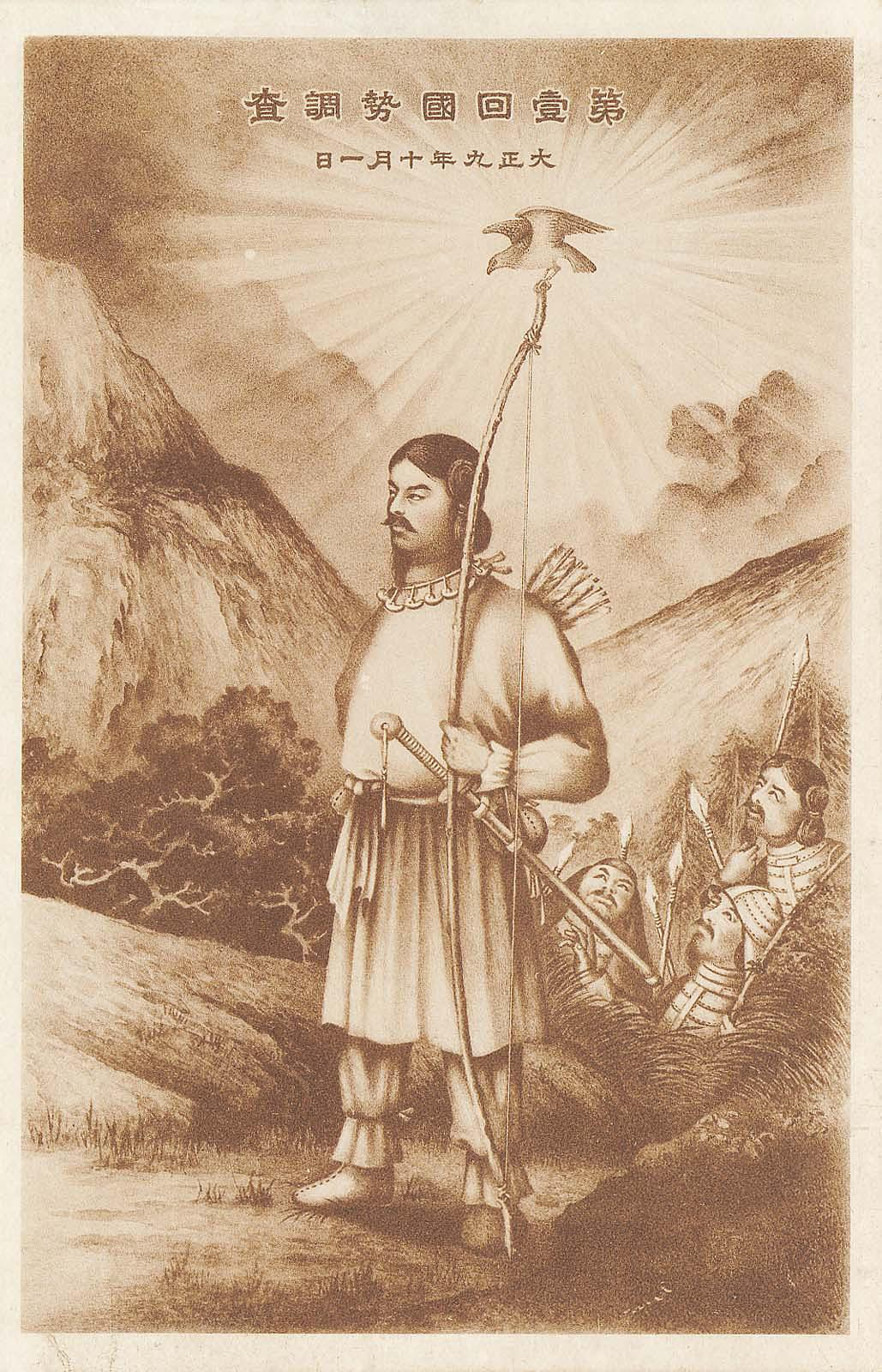
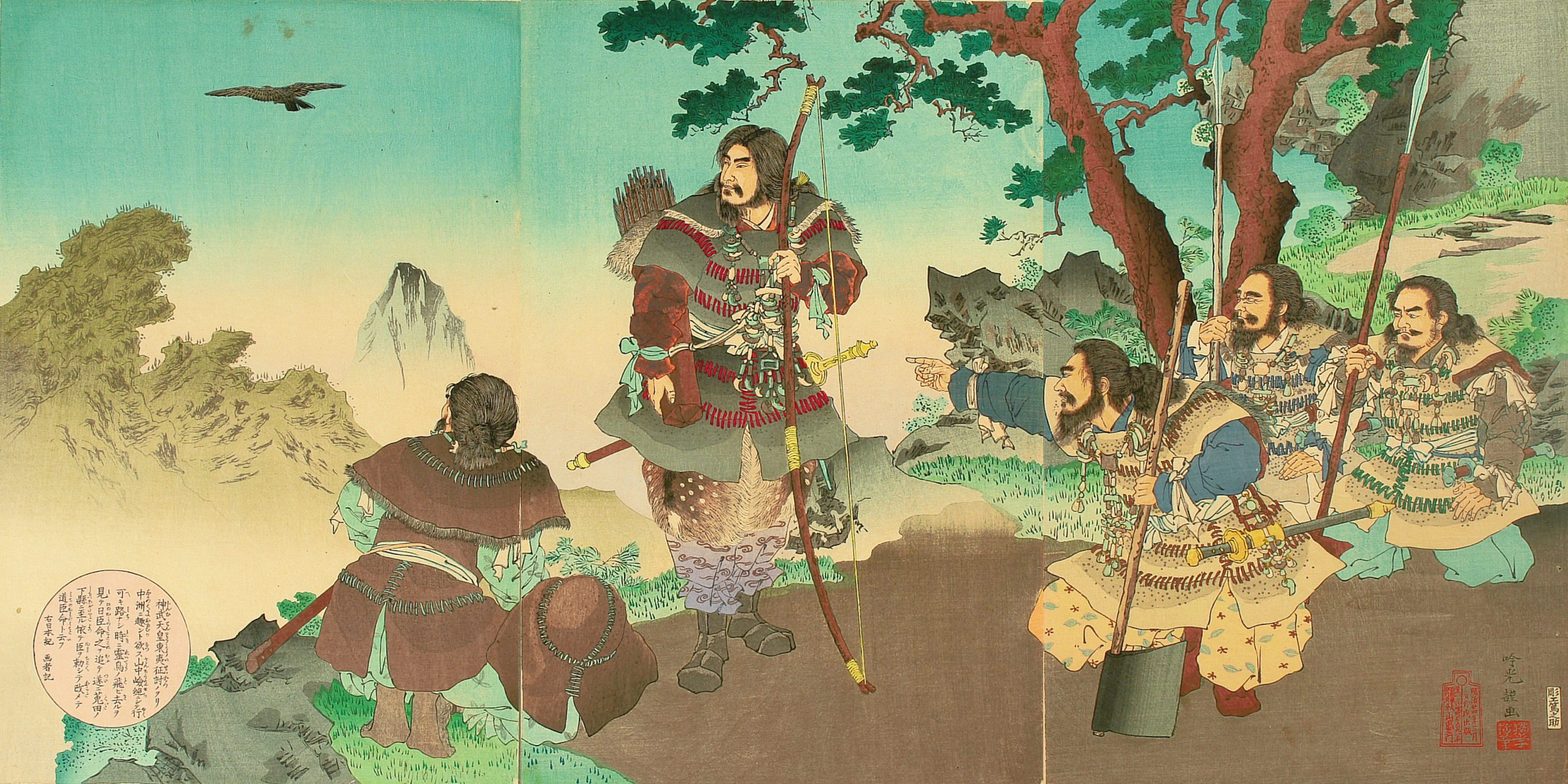
Ginkō Adachi (II poł. XIX w.), Jimmu obserwuje odlatującego Yatagarasu, kruka-przewodnika, podczas wyprawy na wschód
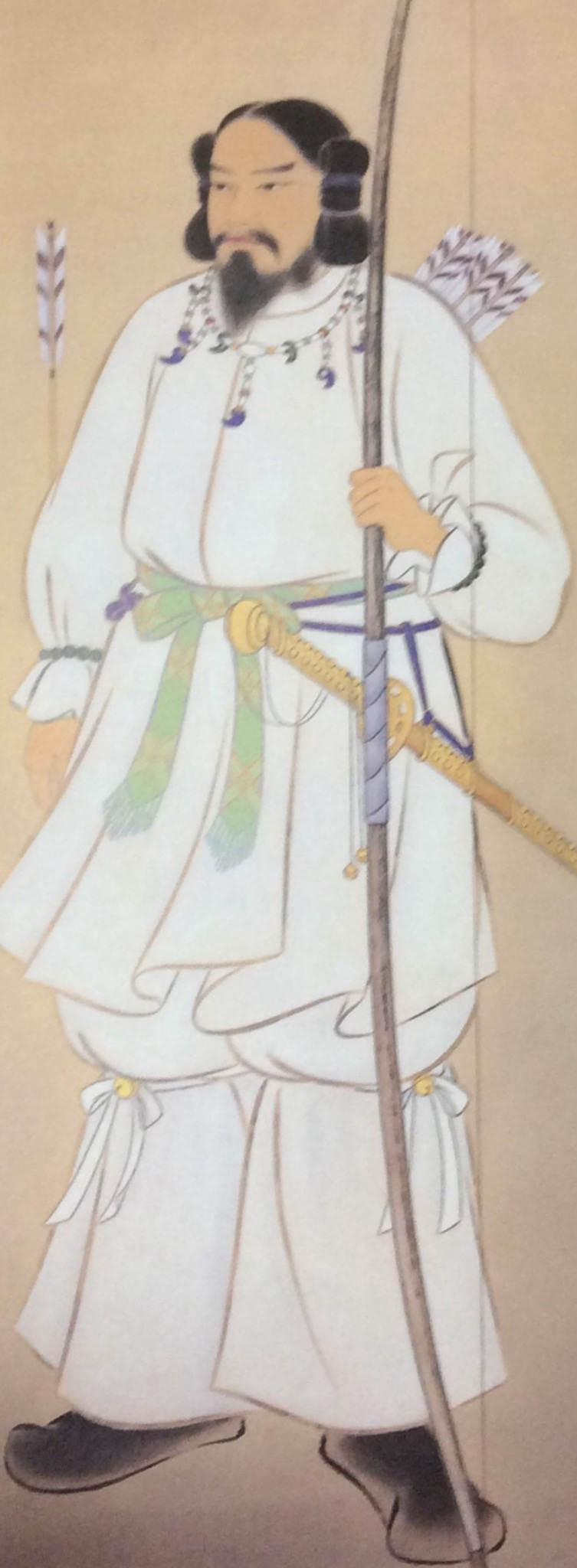

### Boska pomoc Amaterasu
Po przegranej bitwie Jimmu wyruszył w dalszą drogę, jednak w okolicy Kumano wojska natrafiły na olbrzymiego niedźwiedzia (stąd zapewne nazwa miejscowości, gdyż słowo kuma znaczy „niedźwiedź”), który szybko się oddalił. Musiało być to nieprzychylne lokalne bóstwo bądź jego wysłannik, gdyż cała armia opadła z sił i nie była zdolna do walki. Zły czar zdjął z nich niebiański miecz zesłany przez Amaterasu swemu potomkowi. Bogini słońca niepokojąca się o niekorzystny obrót spraw wezwała na pomoc Śmiałego Męża Walczącego Młotami (Takemikazuchi), ale ten oświadczył, że nie musi interweniować, a wystarczy, jeśli ześle swój miecz, którym wcześniej walczył z Takeminatą, synem Ōkuninushiego.
Misję przekazania boskiego podarunku Amaterasu powierzyła Panu, Który Dał Wybawienie od Niemocy na Polu Niedźwiedzim (Kumano no Takakuraji), któremu we śnie powiedziała, że znajdzie w swoim spichlerzu broń, którą po przebudzeniu ma przekazać Jimmu. Mężczyzna wykonał zadanie, a pojawienie się na polu bitwy niebiańskiego miecza zwanego Świętym i Wielkim Duchem Miotania Ogniem (Futsu no Mitama) zbudziło całą armię z letargu i sprawiło, że wszystkie złe duchy w okolicy padły jak cięte mieczem. Oprócz broni Takakuraji przekazał wnukowi Ninigiego wolę Ducha Grodu na Wysokościach (Takagi), doradcy Amaterasu, który zalecił, aby ten zaczekał na przybycie przewodnika. Wkrótce u boku przyszłego cesarza pojawił się Yatagarasu, co oznacza „Kruk Znakomicie Trafiający” – olbrzymi kruk o trzech nogach – i poprowadził jego armię w stronę Yoshino.
Według Nihongi, w Kumano żołnierze przyszłego cesarza znowu wyruszyli drogą morską (Morze Wewnętrzne), ale rozszalał się silny sztorm, który ucichł, dopiero gdy dwaj bracia Jimmu skoczyli w odmęty morskie i jako synowie Tamayori-bime ubłagali swojego dziadka – władcę mórz Watatsumiego – o poskromienie burzy. Sztorm ucichł, a wojska bezpiecznie dotarły do brzegu, gdzie przyszło im się mierzyć z bóstwami ziemskimi, które wprawiły wojowników w odrętwienie, przez które nie mogli kontynuować walki. Tak jak w Kojiki wspomina się o tym, że dopiero miecz Takemikazuchiego zesłany przez bóstwa niebiańskie przywrócił żołnierzom siły, a wkrótce po tym wydarzeniu przewodnikiem Jimmu został olbrzymi kruk Yatagarasu.
W obu kronikach Yatagarasu udawał się na zwiady i prowadził negocjacje w imieniu Jimmu, jednak pewnego razu, gdy udał się do krainy zarządzanej przez Eukashiego (Gotów do Złego Przyjęcia, w Nihongi nosi on imię Ukeshi) i zażądał podporządkowania się boskiemu potomkowi, wzburzony władca wystrzelił w kierunku posłańca strzałę i przegonił go ze swoich ziem. Potem jednak postanowił oszukać boskiego potomka i wybudował dla niego piękny pałac, który tak naprawdę był pułapką, jednak młodszy brat Eukashiego – Otoukashi (Odstępujący od Złego Przyjęcia) – wyjawił prawdę Jimmu, a ten zmusił niepokornego władcę, aby ten pierwszy wszedł do pałacu. Tym fortelem zapędził go do środka, gdzie zarządca ziem zginął, a jego ciało zostało wywleczone na zewnątrz i poćwiartowane.

### Władza

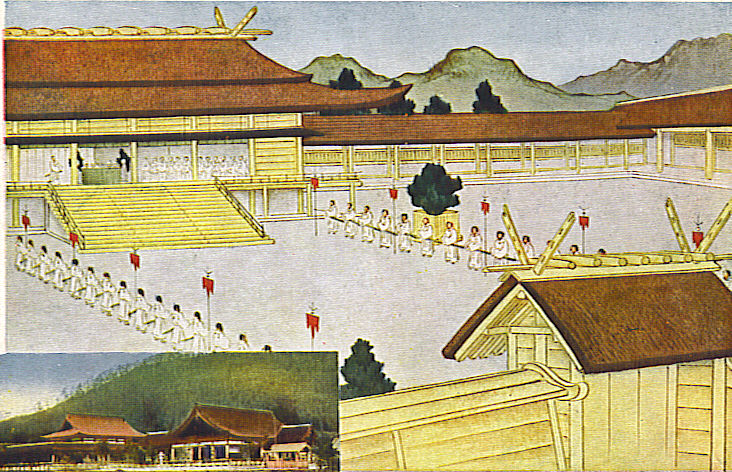
Intronizacja Jimmu, pocztówka z lat 20. XX w.

W Nihongi spisana jest dalsza podróż Jimmu, który po spotkaniu z braćmi Ukeshi udał się w dalszą podróż, aż dotarł do Yoshino. Początkowo nie napotkał w tym miejscu żadnego oporu, a trzy bóstwa ziemskie przywitały go gościnnie, jednak później stanął naprzeciw armii tak licznej, iż obawiał się swojej porażki. We śnie ukazała mu się jednak Amaterasu, która nakazała pokonać wrogów za pomocą zaklęcia. By zaklęcie to mogło okazać się skutecznym, Jimmu musiał złożyć bogom niebiańskim i ziemskim ofiary w naczyniach wykonanych z gliny z góry Kagu, która znajdowała się na tyłach nieprzyjacielskiej armii.
Potomek Amaterasu misję przedostania się na tyły wrogiej armii powierzył dwóm wysłannikom (jednym z nich był młodszy z braci Ukeshi). Wysłannicy ci przebrani za parę staruszków dwukrotnie przeszli bezpiecznie linię wroga i przynieśli materiał potrzebny do wykonania osiemdziesięciu rytualnych naczyń. Następnie złożono je w ofierze, a potomek bogini słońca odprawił wróżby, aby się przekonać, czy jest mu przeznaczone panowanie nad archipelagiem. Zapowiedział między innymi, że proroctwo będzie pomyślne, jeśli po tym, jak zanurzy ofiarne naczynia w rzece, wszystkie ryby wypłyną i będą unosiły się niczym liście na wodzie, co nastąpiło. Potomek bogini słońca odprawił wtedy ceremonie ku czci Takamimusubiego i wyruszył na podbój kolejnych krain, które miały stać się częścią jego imperium.
Wkrótce armia przyszłego cesarza wkroczyła na tereny plemienia Shiki, a sam Jimmu podporządkował sobie lokalną ludność za pomocą zręcznego manewru taktycznego: jako pierwszych wysłał najsłabszych wojowników, a za pomocą silniejszych oddziałów zaatakował wrogów od tyłu. W potyczce poniósł klęskę starszy brat Eshiki (Gotów się Odgrodzić), który nie chciał uznać zwierzchnictwa potomka bogini słońca, zaś młodszy z braci – Otoshiki (Rezygnujący z Odgrodzenia się) – od razu złożył mu hołd.
Po tym zwycięstwie doszło do ostatecznej konfrontacji z Nagasunehiko, który zmusił wcześniej armię Jimmu do odwrotu. Tym razem jednak wojska przeciwnika musiały dokonać odwrotu oślepione blaskiem bijącym od łuku Jimmu, na którego zleciał z nieba złoty latawiec. Pokonany władca wysłał do cesarza wiadomość, że podporządkował się już wcześniej potomkowi niebiańskiego bóstwa o imieniu Duch Dojrzewania Kłosów w Niebie (Nigihayashi), który spłynął na ziemię na niebiańskiej łodzi i dał mu swoją siostrę za żonę. Na dowód prawdziwości słów wysłannik pokazał strzałę, która wyglądała tak samo jak strzała Jimmu, co oznaczało, że jej posiadacz rzeczywiście pochodził od bóstw niebiańskich. Żadna ze stron nie chciała ustąpić i do sporu włączył się sam Nigihayashi – zabił swojego szwagra Nagasune, dzięki czemu została pomszczona śmierć Itsuse, brata Jimmu. Następnie przyłączył się on do potomka bogini słońca, ponieważ łączyła go z nim silniejsza więź ze względu na wspólne niebiańskie pochodzenie.
Wkrótce Jimmu pokonał również plemię Ziemnych Pająków (Tsuchigumo), którego przedstawiciele wyróżniali się nietypową budową ciała: byli niskiego wzrostu i mieli bardzo długie nogi i ręce. Całe plemię zostało zabite za pomocą podstępu. Przygotowano biesiadę, podczas której każdemu członkowi plemienia usługiwał jeden sługa, który po zakończonej pieśni miał zabić swojego gościa. Po zwycięstwie znowu złożone zostały ofiary bogom niebiańskim i ziemskim. Według Nihongi po podbiciu archipelagu Jimmu osiadł w nowo wybudowanym pałacu w mieście Kashihara (w Kojiki nazywanego Kashiwara) w prefekturze Nara na wyspie Honsiu i pojął za żonę Himetataraisuzuhime, córkę Kotoshironushiego, który był synem Ōkuninushiego (według Kojiki była nią Kiyorihime, córka bóstwa góry Miwa Ōmononushiego). Kronika Nihongi wyznacza szczegółową datę intronizacji w Kashiwara na pierwszy dzień pierwszego miesiąca księżycowego 660 r.p.n.e., czyli na 11 lutego w kalendarzu gregoriańskim. Cesarz zmarł, według Nihongi, w wieku stu dwudziestu siedmiu lat, a według Kojiki, w wieku stu trzydziestu jeden lat i został pochowany na górze Unebi w Yamato.

## Kult Jimmu

### Symbol potęgi państwa japońskiego
W czasie II wojny światowej japoński rząd szukał uzasadnienia dla ekspansji militarnej swojego kraju w mitologii shintō. W tym celu odwołano się do słów, które miał wypowiedzieć cesarz Jimmu, obejmując władzę nad archipelagiem: „Osiem stron świata pod jednym dachem” (hakkō ichi'u). Podczas trwających działań militarnych głoszono również, że Japonia jako kraj bogów jest niepokonana (shinshū fumetsu). W 1940 r. odbyły się uroczyste obchody 2600-lecia intronizacji cesarza Jimmu i powstania państwa japońskiego.

### Grobowiec Jimmu
Od średniowiecza grobowiec pierwszego władcy popadał w ruinę i dopiero w 1863 r. rozpoczęto prace konserwatorskie z inicjatywy rodziny cesarskiej, która postanowiła zająć się grobami swoich przodków. Grobowiec cesarza został odbudowany w postaci kurhanu na planie okręgu (enzuka). Budowę otoczono fosą oraz podwójnym ogrodzeniem, przed jej wejściem stoi brama torii, a teren został wysypany białym żwirem. 11 lutego każdego roku, w rocznicę założenia cesarstwa, specjalny wysłannik cesarski przybywa do mauzoleum, aby złożyć hołd założycielowi państwa, a procesję obserwują tysiące Japończyków.
W pobliżu grobowca wzniesiono chram Kashihara-jingū poświęcony cesarzowi Jimmu. W 1890 r. – na polecenie cesarza Meiji – na miejsce, w którym znajdowała się siedziba pierwszego cesarza, przeniesiono z Kioto pawilon o nazwie Kashiko-dokoro, który był niegdyś częścią pałacu cesarskiego w Kioto. Budynek ten, obecnie honden, jest miejscem, w którym przebywa bóstwo i wstęp do niego jest wzbroniony. Po drugiej stronie dziedzińca znajduje się pawilon modlitwy (haiden), a pod kątem prostym do niego ustawiony, również przeniesiony z Kioto, długi pawilon z szeroką estradą, na której wykonuje się święte tańce kagura.

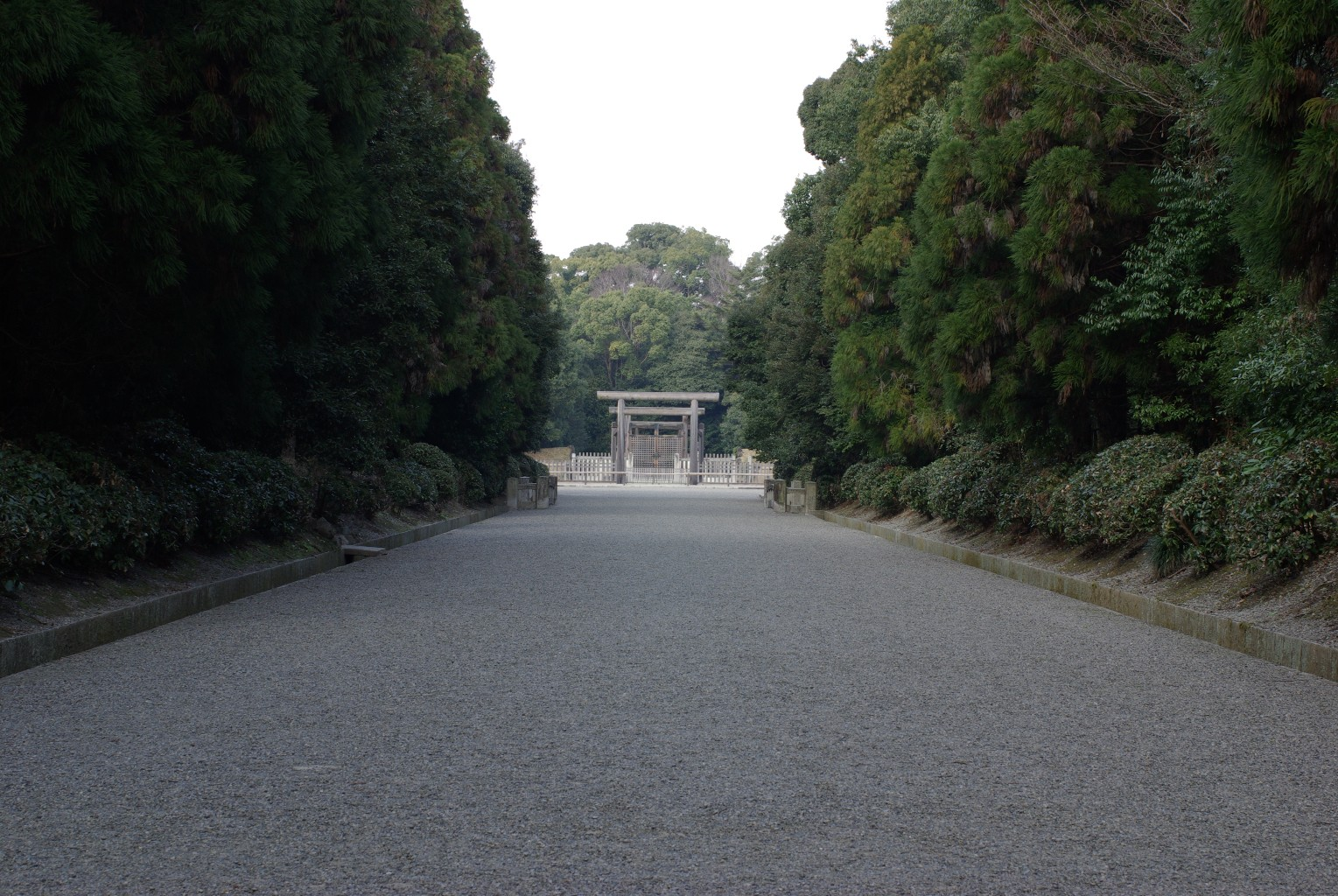
Droga prowadząca do mauzoleum
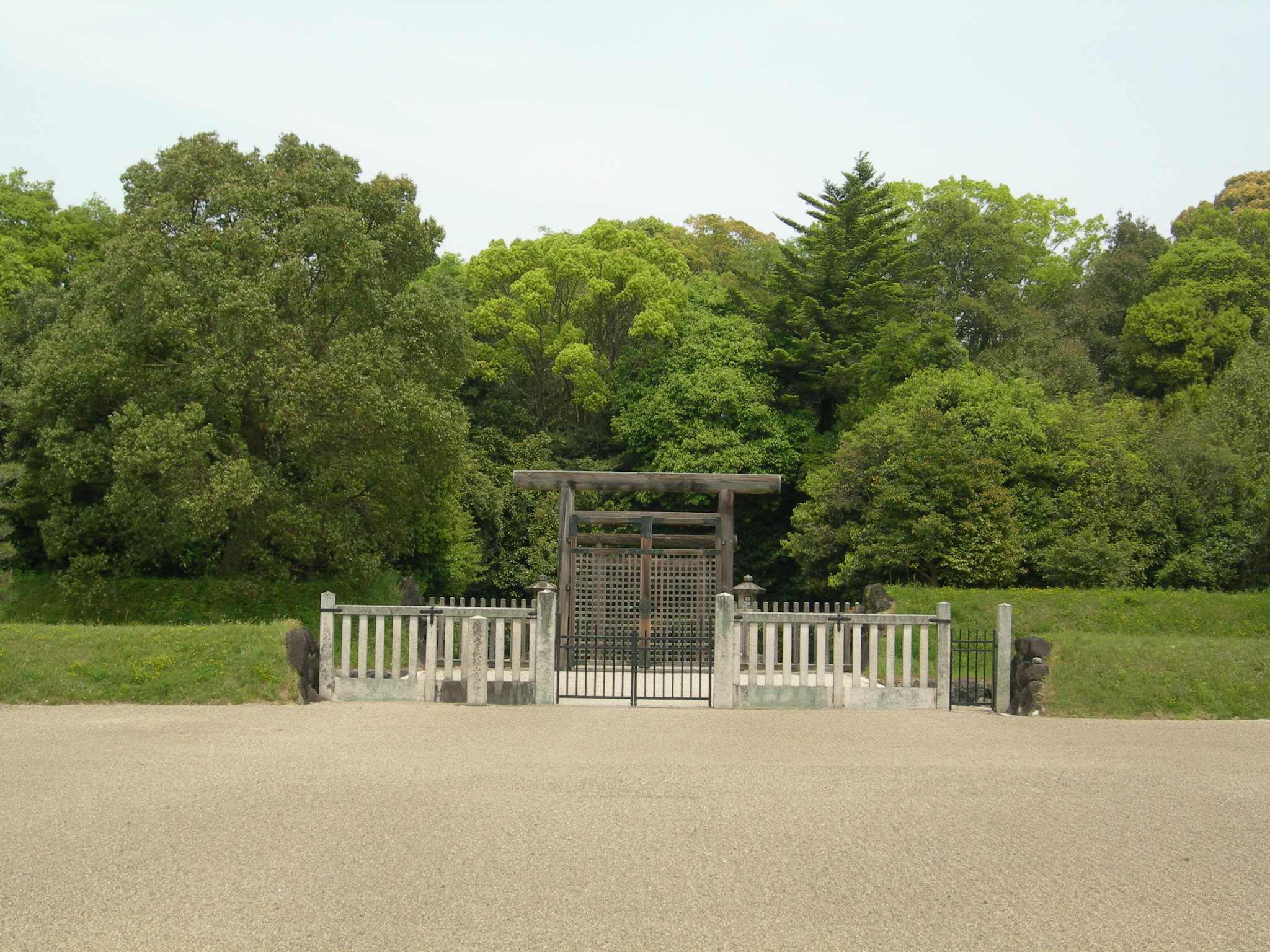
Grobowiec Jimmu w Kashihara
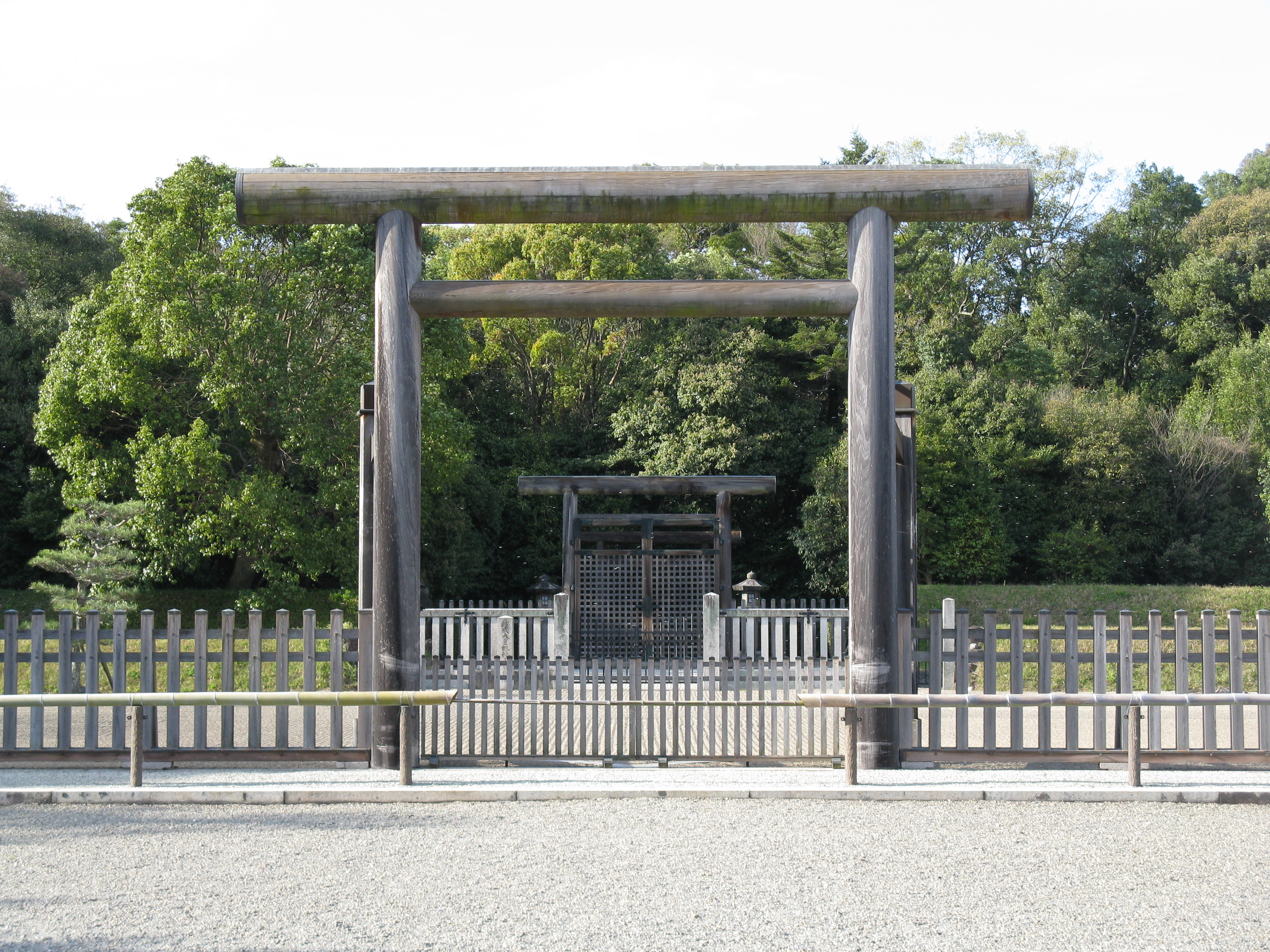
Wejście do grobowca
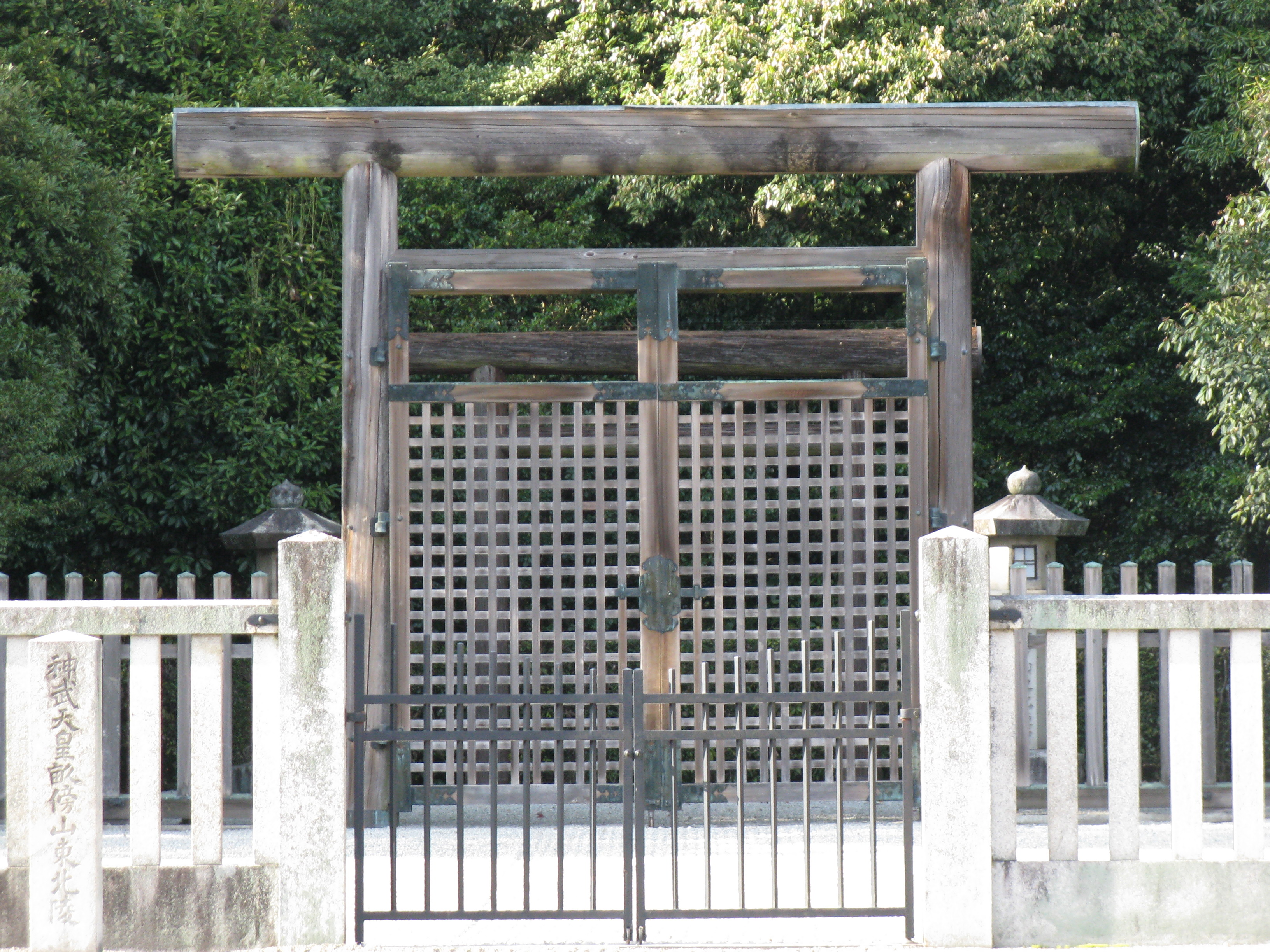
Brama torii przed wejściem do grobowca

### Chram Miyazaki-jingū
Miyazaki-jingū (jap. 宮崎神宮) jest najstarszym (podobno założonym ponad 2600 lat temu) i najważniejszym chramem w mieście. Pawilony zbudowane z niemalowanego cedru, stoją w lesie. Chram jest poświęcony Jimmu, mitycznemu pierwszemu cesarzowi oraz jego rodzicom: Ugayafukiaezu oraz Tamayori-bime. Znajduje się w Miyazaki, w prefekturze Miyazaki. Został zrekonstruowany w 1907 roku, a jego atrakcją są także pobliskie wisterie, które są prawnie chronione jako zabytki Japonii. W chramie odbywa się wiele uroczystości, a najważniejszą z nich jest Aki-no-Taisai – parada na cześć cesarza Jimmu, która odbywa się w październiku, czy konne zawody łucznicze yabusame organizowane w kwietniu.

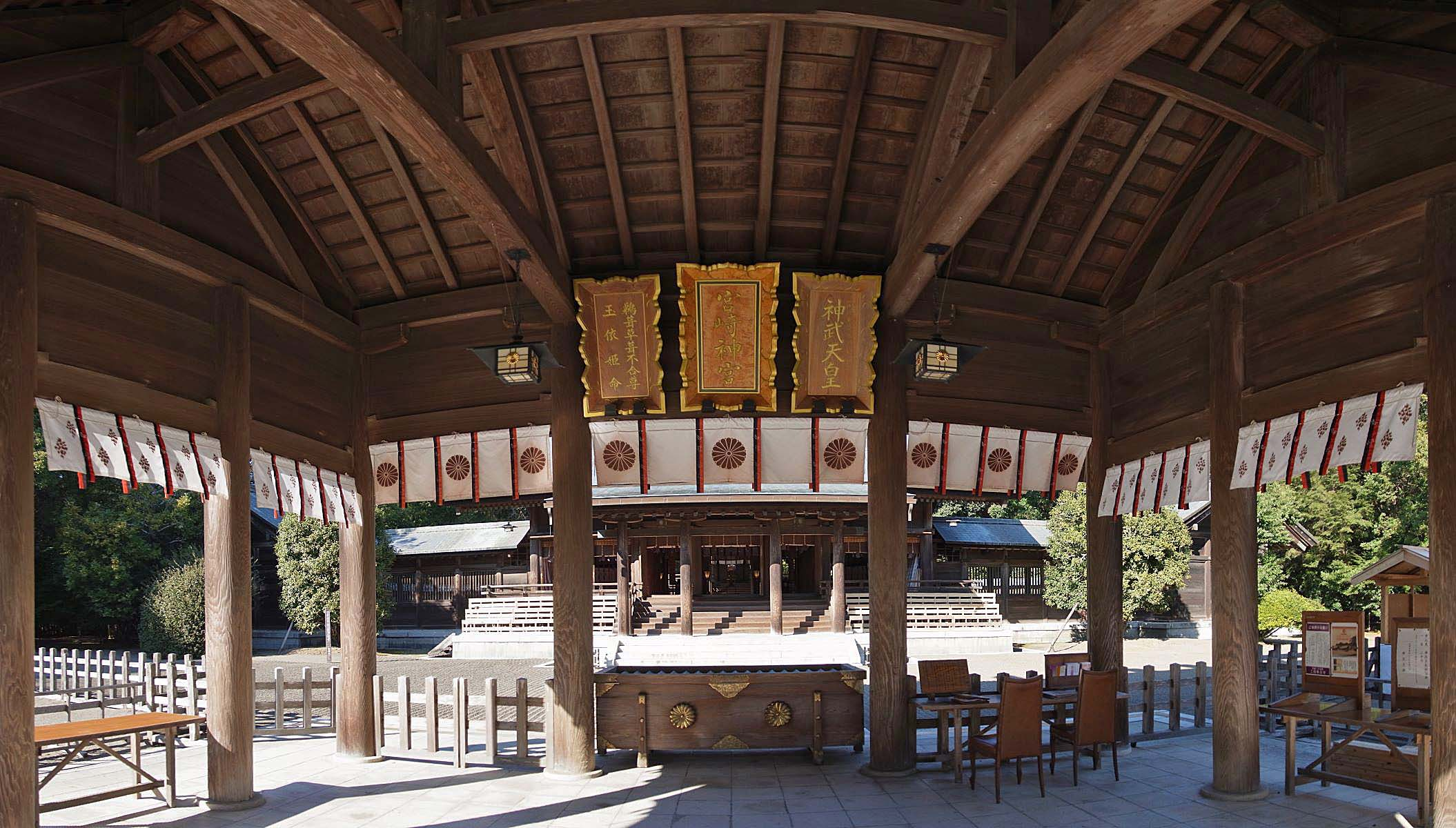
Miyazaki-jingū
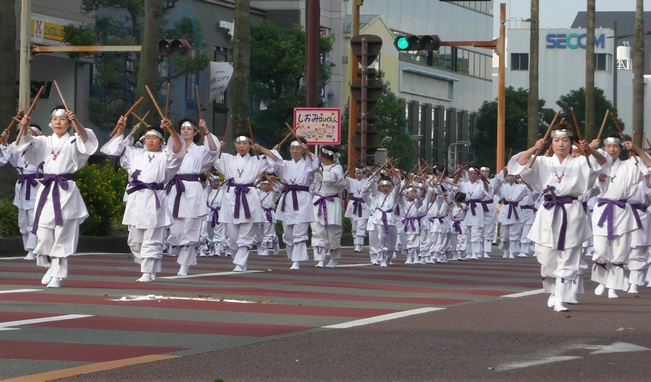
Parada: Taniec z drewnianymi mieczami (bokken-odori)
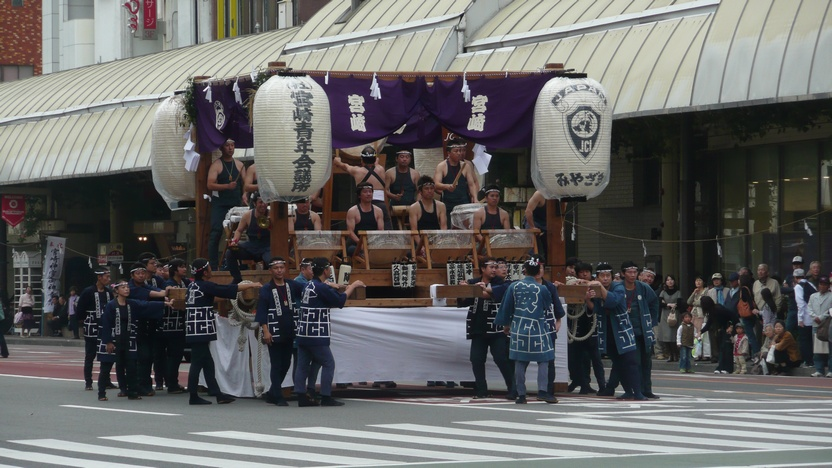
Zespół grających na bębnach taiko
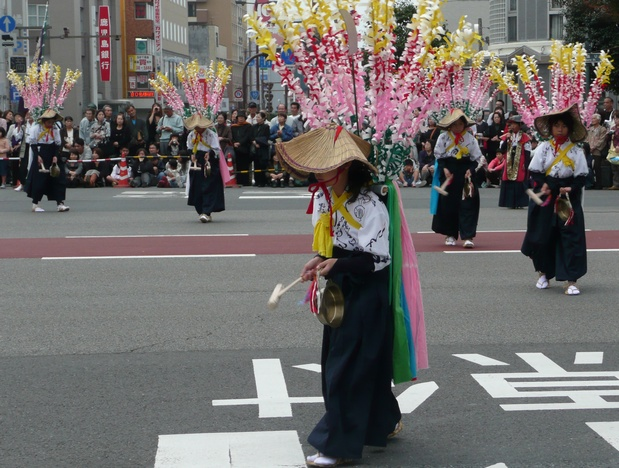
Taniec dzieci z gongami (kane-odori)